# 松岡康毅
松岡 康毅 （まつおか やすたけ、1846年8月14日〈弘化3年6月23日〉- 1923年〈大正12年〉9月1日）は、日本の司法官僚・政治家。徳島県板野郡上板町七条出身。位階・勲等・爵位は贈従一位勲一等男爵。検事総長、農商務大臣、貴族院議員。日本法律学校第2代校長、日本大学初代学長・初代総長。幼名は毅之進、のち康毅。

## 概要
検事総長や農相を歴任。学問的遺業の中には拷問制度の廃止と裁判所構成法を中心とする訴訟制度近代化の提唱が特筆されている。
山田顕義の死後、廃校決議まであった日本法律学校を立て直し、30年間にわたり日本大学の発展に寄与し、同学の礎を築いた。

## 年表
- 1846年（弘化3年）6月23日、阿波国板野郡七条村（現在の徳島県板野郡上板町七条）に、徳島藩中老長谷川家家臣・松岡佐左衛門康吉の四男として生まれる。
- 1859年（安政6年）- 藩校長久館に学ぶ。
- 1861年（文久1年）- 江戸で幕府儒官・若山勿堂に入門。
- 1863年（文久3年）- 大坂の漢学塾泊園書院（現・ 関西大学）で藤沢東畡に師事。
- 1870年（明治3年）- 徳島藩庁の文学復読方に任じられ、次いで公務方応接役、民生局検事助役、少属、権大属を歴任。
- 1871年（明治4年）- 新政府に出仕、司法省権大録、司法省大録、権少判事、少判事を歴任。
- 1875年（明治8年）5月 - 東京裁判所所長。その後、神戸裁判所所長、司法大書記官を歴任。
- 1882年（明治15年）2月 - 広島控訴院裁判長。
- 1886年（明治19年）3月 - 裁判実務視察のためドイツとフランスへ出張。
- 1887年（明治20年）11月 - 欧州視察から帰国。翌月には司法大臣・山田顕義のもとで法律取調委員会の委員を命じられ、民法や商法など各種法令の調査と審議に従事する。
- 1888年（明治21年）2月 - 高等法院陪席裁判官
- 1889年（明治22年）10月4日 - 日本法律学校（後の日本大学）設立評議員。
- 1890年（明治23年）10月 - 東京控訴院長
- 1891年（明治24年）6月 - 検事総長。同年12月、貴族院勅選議員に勅任。
- 1892年（明治25年）8月 - 司法官弄花事件の影響により検事総長を辞任。
- 1893年（明治26年）- 廃校の危機に立たされた日本法律学校の存続のため中村元嘉や春木義彰らと奔走。同年12月同校第2代校長。
- 1894年（明治27年）1月 - 第2次伊藤内閣で内務次官。その後、内務省所管事務政府委員、台湾事務局委員、内務省文官普通試験委員長を歴任。
- 1898年（明治31年）1月 - 第3次伊藤内閣で内務次官に再任。同年11月行政裁判所長官。
- 1903年（明治36年）8月 - 専門学校令による大学組織「日本大学」の初代学長。
- 1906年（明治39年）1月 - 第1次西園寺内閣で農商務大臣。
- 1917年（大正6年）8月14日 - 男爵[1]
- 1920年（大正9年）10月22日 - 枢密顧問官[2]
  - 11月8日 - 貴族院議員辞任[3]
- 1922年（大正11年）3月 - 日本大学に総長制度を導入し、初代総長。
- 1923年（大正12年）9月1日 - 葉山別邸で関東大震災に遭い、死去。満78歳。従一位を追贈。

## 栄典
位階
- 1873年（明治6年）11月15日 - 正七位[4]
- 1886年（明治19年）10月28日 - 従四位[5]
- 1890年（明治23年）11月4日 - 従三位[6]
- 1896年（明治29年）12月21日 - 正三位[7]
- 1906年（明治39年）3月30日 - 従二位[8]
- 1923年（大正12年）9月4日 -（没後追叙）従一位[9]

勲章等
- 1886年（明治19年）5月29日 - 勲五等双光旭日章[10]
- 1889年（明治22年）
  - 11月25日 - 大日本帝国憲法発布記念章[11]
  - 12月27日 - 勲三等瑞宝章[12]
- 1891年（明治24年）3月30日 - 勲二等瑞宝章[13]
- 1902年（明治35年）6月30日 - 勲一等瑞宝章[14]
- 1906年（明治39年）4月1日 - 旭日大綬章[15]
- 1915年（大正4年）11月10日 - 大礼記念章[16]

## 親族
- 夫人は光子は小室寛蔵の長女、長男の松岡均平は男爵家を継ぐと共に貴族院議員・東京帝国大学教授を務めた[17]。均平の長男である松岡康光は日大生産工学部教授で、三島通陽は均平の娘婿（康毅の孫婿）。

## 著作
- 山田立夫 編『退堂遺稿』[出版者不明]、1924年。 NCID BN04742280。全国書誌番号:55007854。
- 高瀬暢彦 編『松岡康毅日記』日本大学精神文化研究所〈日本大学精神文化研究所 6〉、1998年3月。 NCID BA37616100。全国書誌番号:99121204。

### 翻訳
- スタイン『訴訟手続大意講義』司法省、1888年5月。 NCID BN0673203X。全国書誌番号:40028547。
- ウイルモウスキー『独乙訴訟法講義』司法省、1888年5月。 NCID BN12437872。全国書誌番号:40028670。

## ギャラリー

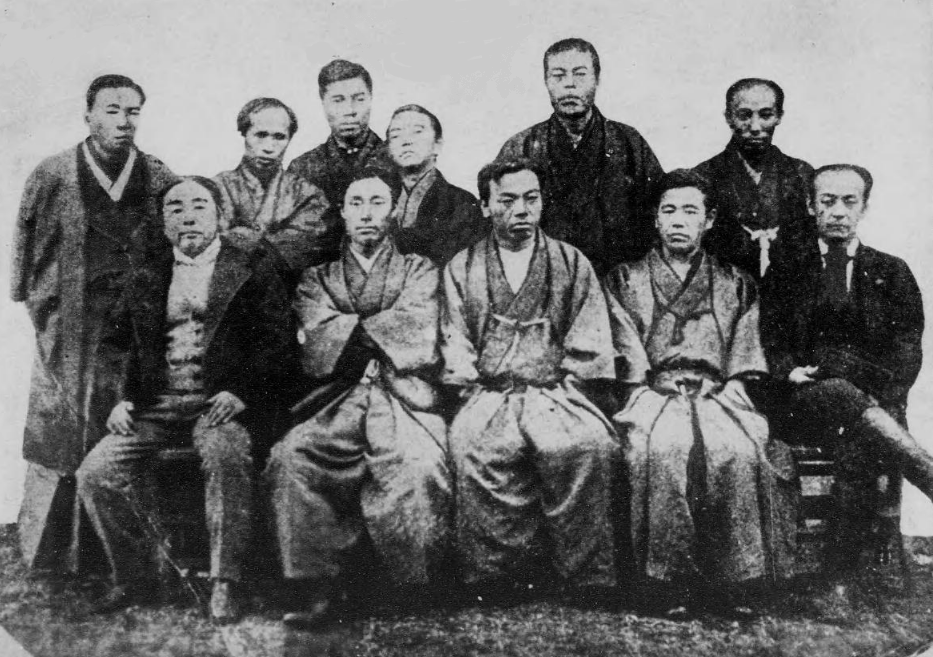
司法省発足時の松岡康毅七等出仕（後列左から3人目）。後列左より丹羽賢少丞、島本仲道警保頭 、松岡、松本暢権大判事（元壬生藩御典医・石崎誠庵）、尾崎忠治中判事、阪本政均警保助。前列左より、玉乃世履権大判事、福岡孝弟大輔、江藤新平司法卿、楠田英世明法権頭、渡辺驥少丞。1872年。
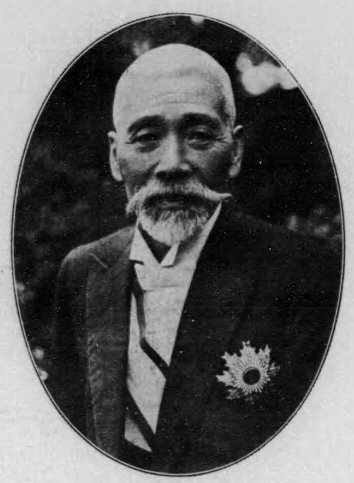
帝国法曹大観1915年、松岡康毅の写真